# Welzijnszorg & Zingeving: een christelijk perspectief
Welzijnszorg & Zingeving: een christelijk perspectief was een sociaal-maatschappelijk voelend tijdschrift dat uitgegeven werd door het Studie- en actiecentrum voor Maatschappelijke Welzijnszorg (ook gekend onder de afgekorte naam S.A.W.). Het tijdschrift was bedoeld als forum voor auteurs die bereid waren te reflecteren over hun zingevingskader tijdens het uitoefenen van hun functie. Er werd ruimte geboden aan dokters, psychologen en hulpverleners, maar ook aan priesters en schrijvers.

## Geschiedenis
Het tijdschrift van het Studie- en actiecentrum verscheen voor het eerst in 1976 onder de naam “Samenlevingsopbouw”. Het S.A.W. zelf was enkele jaren eerder, in 1971, naar voren getreden als opvolger van de Sobriëtas-federatie uit Antwerpen. Die organisatie was destijds opgericht in 1906 met als doel de overconsumptie van alcohol in de samenleving tegen te gaan. Sobriëtas werd een vormende cultuurbeweging die aan volksopvoeding deed, met als basis een christelijke inspiratie.
Na de Tweede Wereldoorlog ontwikkelden zich nieuwe inzichten over het verslavingsverschijnsel waardoor een herstructurering van Sobriëtas zich aandiende. De naam van de organisatie werd gewijzigd naar S.A.W. en de oorspronkelijke doelstellingen werden opgenomen in een verruimd programma, met nadruk op maatschappelijk welzijn en geestelijke gezondheid.
“Samenlevingsopbouw” (vanaf 1977 werd standaard gekozen voor de aangepaste titel “Samenlevingsopbouw in welzijnsperspectief”) werd gelanceerd in 1976 als een trimestrieel informatieblad van het S.A.W. en was bedoeld voor een klein publiek. De eerste nummers verschenen gestencild en waren beperkt in omvang. Er was ruimte voor 1 of 2 artikelen die nieuwe inzichten in de (kinder)psychologie, gezondheidszorg en druggebruik naar voren brachten en die het grootste deel van het tijdschrift vulden. Daarnaast waren er ook aparte rubrieken zoals boekbesprekingen, op til staande activiteiten en studiedagen, mededelingen en het in de kijker zetten van de eigen publicaties.
Het christelijk perspectief was in de eerste jaren weinig aanwezig. Het tijdschrift focuste in zijn begindagen vooral op vakliteratuur van binnen- en buitenlandse onderzoekers. Wanneer “Samenlevingsopbouw” in 1984 stopte met verschijnen, werd het een jaar later opgevolgd door een nieuw, volwaardig magazine: “S.A.W.-info”. Dat tijdschrift verscheen met een vaste opmaak en druk en was meer gericht op spiritualiteit, zingeving en ethiek. Auteurs werden aangemoedigd om met een maatschappijkritische maar ook met een christelijke blik te kijken naar de consumptiemaatschappij zoals die na de Tweede Wereldoorlog is ontstaan. Ziekte, echtscheiding en verslaving werden in Bijbels perspectief geplaatst en de nodige parallellen met het Jezusverhaal werden getrokken. Huisartsen, psychiaters en priesters gaven hun kijk op hoe zij als gelovigen de vragen en problematieken van patiënten probeerden te beantwoorden. Actuele onderwerpen als euthanasie, abortus, depressiviteit en geestelijk lijden werden niet uit de weg gegaan, maar evengoed was er ruimte voor abstractere begrippen als cynisme, het lege-nest-syndroom en het vader- en moederschap.
Naar het einde van de jaren 1990 toe namen de nummers in volume toe, maar verschenen ze wel steeds onregelmatiger. De titel werd in die periode nog een aantal keren gewijzigd, tot het blad in 1997 zijn definitieve benaming kreeg: Welzijnszorg & Zingeving: een christelijk perspectief. Het laatste nummer, dat in 2005 werd uitgebracht, vatte een studiedag over het kruispunt van zingeving en hulpverlening samen, met als gastsprekers kardinaal Godfried Danneels en psychiater Dirk De Wachter.

## Bekende medewerkers
Vanaf het prille begin van Samenlevingsopbouw was Paul Ooms betrokken als eindverantwoordelijke en hij zou deze taak blijven uitoefenen tot het laatste nummer in 2005. In de loop van de jaren kreeg het tijdschrift een volwaardige redactie met een ploeg van ongeveer tien medewerkers. De bijdragen in het tijdschrift waren van de hand van mensen uit het hulpverlenersveld. In de eerste jaren lag de nadruk meer op het wetenschappelijke kader, maar in de latere jaren werden ook mensen gevraagd met een bredere christelijke achtergrond. Zo verschenen er artikels van de hand van onder meer Herman Van Rompuy, Luc Versteylen, Manu Verhulst, Ernest Henau, Cas Goossens en Luc Martens.

## Abonnering
De mogelijkheid tot het nemen van een abonnement bestond pas sinds het verschijnen van S.A.W.-info. Een jaarabonnement kostte toen (1991) 200 Belgische frank voor vier nummers. De prijs werd in 1995 verdubbeld tot 400 frank per jaar (100 frank per los nummer). Die prijs bleef behouden bij de overgang naar de Europese munt: 10 euro.